# MTV Europe Music Awards 2000
Siódme rozdanie nagród MTV Europe Music Awards odbyło się 16 listopada 2000 roku w Sztokholmie. Miejscem ceremonii był Globen. Gospodarzem był haitański piosenkarz i producent muzyczny Wyclef Jean.

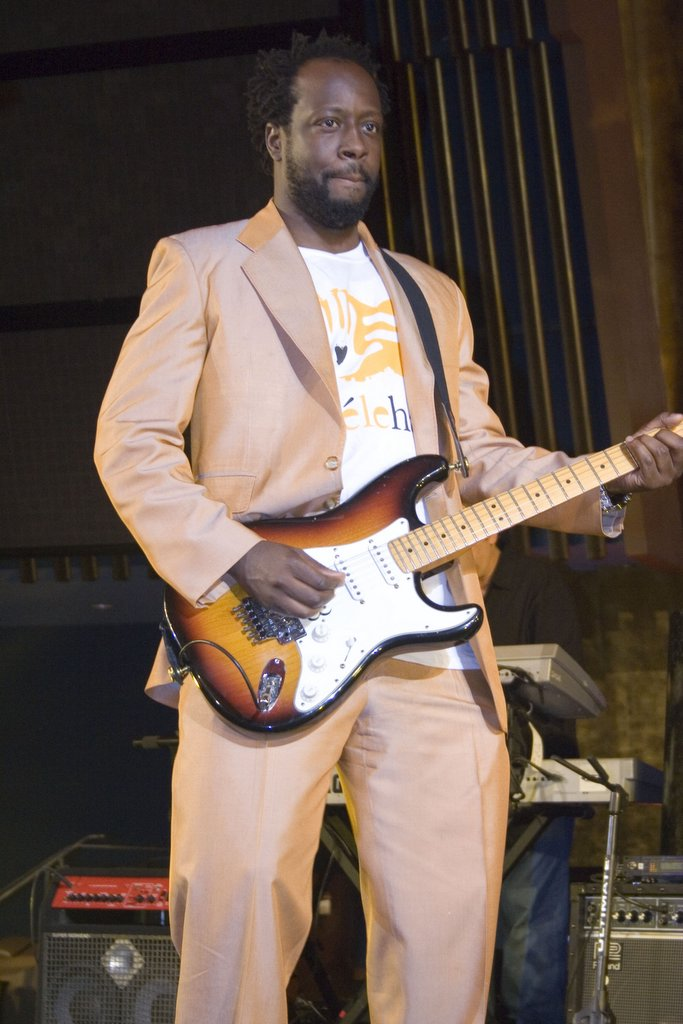
Prowadzący ceremonię w 2000 roku: Wyclef Jean

## Zwycięzcy
- Najlepszy wokalista: Ricky Martin
- Najlepsza wokalistka: Madonna
- Najlepszy zespół: Backstreet Boys
- Najlepszy wykonawca pop: All Saints
- Najlepszy wykonawca rock: Red Hot Chili Peppers
- Najlepszy wykonawca R&B: Jennifer Lopez
- Najlepszy wykonawca Hip Hop: Eminem
- Najlepszy wykonawca dance: Madonna
- Najlepsza piosenka: Robbie Williams, Rock DJ
- Najlepszy teledysk: Moby, Natural Blues (reżyser: David LaChapelle)
- Najlepszy album: Eminem, The Marshall Mathers LP
- Najlepszy debiut: Blink-182
- Najlepszy wykonawca holenderski: Kane
- Najlepszy wykonawca francuski: Modjo
- Najlepszy wykonawca niemiecki: Guano Apes
- Najlepszy wykonawca włoski: Subsonica
- Najlepszy wykonawca nordycki: Bomfunk MC’s
- Najlepszy wykonawca polski: Kazik
- Najlepszy wykonawca hiszpański: Dover
- Najlepszy wykonawca brytyjski & irlandzki: Westlife